# Lophoptera intermixta
Lophoptera intermixta är en fjärilsart som beskrevs av Alfred Ernest Wileman 1915. Lophoptera intermixta ingår i släktet Lophoptera och familjen nattflyn. Inga underarter finns listade i Catalogue of Life.